# PPPoA
PPPoA (англ. Point-to-point protocol over ATM) — сетевой протокол канального уровня инкапсуляции кадров PPP посредством AAL5. В основном используется со стандартами передачи данных DOCSIS и xDSL.
Протокол предлагает все возможности PPP, такие как аутентификация, шифрование и сжатие данных. Если он используется в качестве метода инкапсуляции соединения в сетях с асинхронным способом передачи данных (ATM), он может незначительно сократить издержки (около 0,58 %) по сравнению с PPPoE. Он также избегает проблемы, от которых страдает PPPoE, связанные с тем, что максимальный размер полезного блока данных одного пакета (MTU) ниже, чем у стандарта передачи протокола Ethernet. А также PPPoA (как и PPPoE) поддерживает инкапсуляцию типов VC-MUX и LLC.
PPPoA описан Инженерным советом Интернета в RFC 2364.
Использование PPPoA вместо PPPoE не примечательно географически, выбор основывается на предпочтениях провайдера.

## Конфигурация
Для описания конфигурации PPPoA необходимо описать конфигурации PPP и ATM. Эта информация обычно хранится в кабельных и DSL модемах, и возможно будет доступна для чтения или реконфигурации пользователем.
Конфигурация PPP обычно включает удостоверение личности, логин и пароль пользователя, они уникальны для каждого пользователя.
Конфигурация ATM включает:
- Библиотеку виртуальных компонентов (англ. Virtual Channel Link) — идентификатор виртуального канала (VCI) и идентификатор виртуального пути (VPI), например, 0/32 (аналог телефонного номера)
- Протокол модуляции, например, G.dmt
- Мультиплексирование, например, VC-MUX и LLC

Конфигурация ATM может быть или выполнена вручную, или она может быть заранее установленной во встроенном ПО в DSL модеме, предоставленном Интернет-провайдером пользователя.